# Піккнурме
Пі́ккнурме (ест. Pikknurme küla) — село в Естонії, у волості Пуурмані повіту Йиґевамаа.

## Населення
Чисельність населення на 31 грудня 2011 року становила 150 осіб.

## Географія
Поруч з селом проходить автошлях 2 (Таллінн — Тарту — Виру — Лугамаа), естонська частина європейського маршруту E263. Від села починаються дороги 14175 (Піккнурме — Пилтсамаа) та 14178 (Піккнурме — Гяр'янурме).